# Shaun White Skateboarding
Shaun White Skateboarding est un jeu vidéo de sport (skateboard) développé par Ubisoft Montréal et édité par Ubisoft, sorti en 2010 sur Windows, Wii, PlayStation 3 et Xbox 360.
Il met une nouvelle fois en scène Shaun White après le jeu Shaun White Snowboarding.

## Accueil
- Jeuxvideo.com : 13/20[1]